# Filip z Rathsamhausenu
Filip z Rathsamhausenu (mezi 1240 a 1245 – 25. února 1322) byl eichstättský biskup a teolog.

## Život
Filip z Rathsamhausenu se narodil jako syn stejnojmenného alsaského šlechtice mezi lety 1240 a 1245. V roce 1256 se podílel na translaci ostatků svatého Willibalda do Eichstättu. Později vstoupil do cisterciáckého opatství v Paříži. Studoval na Pařížské univerzitě, ale přesná datace tohoto studia není známa.
V roce 1301 se Filip stal opatem již zmíněného cisterciáckého opatství v Paříži. Současně působil na dvoře francouzského krále Filipa IV. Sličného, na němž mimo jiné patrně vychovával budoucího českého krále Jana Lucemburského. Roku 1306 jej papež Klement V. vysvětil na eichstättského biskupa. Filip byl vlivným diplomatem a poradcem římskoněmeckých králů Albrechta I. Habsburského, Jindřicha VII. Lucemburského a z počátku i Ludvíka IV. Bavora. Zabýval se rovněž psaním teologických spisů a rozšiřováním majetků svého biskupství. Roku 1310 se zúčastnil úspěšného tažení Jana Lucemburského za českým trůnem. Po roce 1314 se stáhl z vysoké politiky a o osm let později zemřel.